# Pozytywne teorie rachunkowości
Pozytywne teorie rachunkowości

## Znaczenie pozytywnych teorii rachunkowości
Pozytywne teorie rachunkowości:
- należą – obok normatywnych teorii rachunkowości – do dwóch głównych typów teorii w rachunkowości (mainstream).

- teorie rachunkowości, które próbują udzielić odpowiedzi na pytania „jak jest?”, „dlaczego tak jest?”, „co się wydarzyło?”, „co się wydarzy?”[1][2].
- koncentrują się na opisie i objaśnianiu faktów i procesów występujących w praktyce rachunkowości;
- służy uzyskaniu odpowiedzi na te pytania umożliwiające przewidywanie wielkości ekonomicznych oraz zachowań księgowych, inwestorów lub menedżerów.
- zdaniem zwolenników pozytywnej teorii rachunkowości, jest ona wolna od sądów wartościujących.

## Charakterystyka pozytywnych teorii rachunkowości[2]
| Cecha                        | Znaczenie |
| Podstawa badawcza            | założenia neoklasycznej ekonomii |
| Główny cel teorii            | dążenie do zrozumienia ekonomicznych, w tym finansowych, konsekwencji informacji dostarczanych z systemu rachunkowości                                                   |
| Typ pytań badawczych         | jak jest? dlaczego tak jest? co się wydarzyło? co się wydarzy? |
| Rodzaj badań                 | empiryczne |
| Przeznaczenie badań i teorii | wyjaśnienie stanu faktycznego i przewidywanie przyszłego postępowania lub zachowania (predykcja)                                                                         |
| Metody badań                 | wnioskowanie indukcyjne – uwzględniające hipotezy: przyczyna–skutek |
| Okres stosowania             | lata 70. XX wieku – do dzisiaj |
| Główni przedstawiciele       | R. Ball, M.J. Gaffikin, R. Caplan, M.R. Matthews, A. Riahi-Belkaoui, R. Watts, E.S. Hendriksen, J. Zimmermann, D. Cooper, P. Miller, A. M. Power, A. Hopwood, K. Chapman |

Źródło:

## Główne typy pozytywnych teorii rachunkowości
Teoria pozytywna rachunkowości wykorzystuje następujące teorie zorientowane systemowo do objaśniania praktyki rachunkowości, w tym znaczenia rachunkowości zrównoważonej / rachunkowości rozwoju zrównoważonego:
–– teoria legitymizacji,
–– teoria interesariuszy,
–– teoria instytucjonalna,
–– teoria sygnalizacji,
–– teoria użyteczności decyzyjnej.

## Rachunkowość rozwoju zrównoważonego/rachunkowość zrównoważonaw świetle teorii pozytywnych
Założenia teorii pozytywnych pozwalają – obok normatywnych teorii rachunkowości – na interpretację rachunkowości rozwoju zrównoważonego / rachunkowości zrównoważonej.